# Slagnäs
Slagnäs (umesamisk: Sláhka) er en småort i Arjeplogs kommun i Norrbottens län i Sverige.
Byen ligger cirka 6 mil syd for Arjeplog i den allersydligste del af kommunen ved søen Naustajaures strand. E45 og Inlandsbanan passerer Slagnäs og har broer over Skellefte älv.
I Slagnäs ligger et bryggeri, en dagligvarebutik, en tankstation, en campingplads og en skole. Desuden rummer byen Slagnäs kyrka fra 1958 med en fritstående klokkestabel.

## Billeder
- Arjeplogsvägen i Slagnäs
- Jernbanebro over Skellefte älv ved Slagnäs